# Woman's Journal-Advocate
Woman's Journal-Advocate foi um jornal feminista publicado em Lincoln, capital estadual do Nebraska, de 1982 a 1992. Foi criado para aumentar a comunicação entre os grupos de mulheres e lésbicas de Lincoln e para publicar e promover obras de arte e escrita por mulheres. O Woman's Journal-Advocate foi destacado em dois periódicos feministas do século XIX: Woman's Journal e The Woman's Advocate.
De acordo com o jornalista CJ Janovy, "Lincoln era um foco de atividade política lésbica" no período que antecedeu a fundação do jornal. Parte do conteúdo do jornal defendia lesbianismo político e o separatismo feminista. O jornal continha críticas e publicidade para artistas e performers lésbicas e feministas, como Judy Chicago, e esperava promover uma "estética feminista" de estilos distintamente feministas na arte.
Woman's Journal-Advocate tratava frequentemente dos assuntos de estupro e violência doméstica. O jornal informava sobre casos locais e estatísticas que medem esses crimes, e sobre respostas voluntárias e oficiais a eles. Visava a reforma política e social, incluindo uma maior aceitação das mulheres que respondem com violência contra seus agressores.
Faziam parte dos cofundadores do jornal a linguista Julia Penelope, a jornalista Martha Stoddard e as poetisas Linnea Johnson e Judith Sornberger. O jornal imprimiu escritos de Helen Longino, Sonia Johnson, Moira Ferguson, Carol Lee Sanchez, Barbara A. Baier, Lin Quenzer e muitas outras escritoras feministas, particularmente de Nebraska e da Região Centro-Oeste dos Estados Unidos. Ele imprimiu despachos da Lincoln Legion of Lesbians, Queer Nation Nebraska, YWCA e outras organizações.